# Liste der Baudenkmäler in Lövenich
Die Liste der Baudenkmäler in Lövenich enthält die denkmalgeschützten Bauwerke auf dem Gebiet der Stadt Erkelenz im Kreis Heinsberg in Nordrhein-Westfalen (Stand: Oktober 2011). Diese Baudenkmäler sind in der Denkmalliste der Stadt Erkelenz eingetragen; Grundlage für die Aufnahme ist das Denkmalschutzgesetz Nordrhein-Westfalen (DSchG NRW).

| Bild                                      | Bezeichnung                               | Lage                                      | Beschreibung | Bauzeit                            | Eingetragen seit                     | Denkmal- nummer |
| ----------------------------------------- | ----------------------------------------- | ----------------------------------------- | --- | ---------------------------------- | ------------------------------------ | --------------- |
| Kapelle                                   | Kapelle                                   | Lövenich Stettener Berg Karte             | Neugotische Backsteinkapelle | Ende des 19. Jahrhunderts          | 14. Mai 1985                         | 219             |
| weitere Bilder                            | Kath. Pfarrkirche St. Paul                | Lövenich Kirchplatz 35 Karte              | Baujahr 1868/1869 (Schmidt, Wien) Turm 1777. 3-schiffige neugotische Hallenkirche, mit polygonalem Chor, Querhaus und vorgesetztem spätbarocken Westturm; barocke und neugotische Ausstattungsstücke. | 1868/69                            | 20. Oktober 1982                     | 48              |
| Hagelkreuz 1734                           | Hagelkreuz 1734                           | Lövenich In Lövenich an der L 366 Karte   | Blaustein, Sockel mit Muschelnische, von Pappeln umgeben. | 1734                               | 14. Mai 1985                         | 231             |
| Wohnhaus                                  | Wohnhaus                                  | Lövenich In Lövenich 100 Karte            | Außenseitige Fassade und Dach mit der vorhandenen Dachneigung der zweigeschossigen Hofanlage aus dem Jahre 1862, Türgewände und Fensterbänke in Blaustein. Anmerkung: Die ursprüngliche Eintragung des vierflügeligen Backsteinhofes wird aufgehoben, da die Nebengebäude erneuert sind. | 1862                               | 14. Mai 1985                         | 239             |
| Wohnhaus                                  | Wohnhaus                                  | Lövenich Hauptstraße 12 Karte             | Backsteinbau, zweigeschossig in fünf Achsen, zweiachsiger Mittelrisalit mit Dacherker, rechts Toreinfahrt. | um 1900                            | 14. Mai 1985                         | 221             |
| Altes Bürgermeisteramt                    | Altes Bürgermeisteramt                    | Lövenich Hauptstraße 15 Karte             | Putzbau 1731, 2-geschossig in 6 Achsen, Fensterbänke in Blaustein, Walmdach, an der Fassade in Anker steht die Jahreszahl 1731. | 1731                               | 26. Mai 1982                         | 3               |
| Wohnhaus                                  | Wohnhaus                                  | Lövenich Hauptstraße 23 Karte             | Backsteinbau, zweigeschossig in fünf Achsen und Torachse, Türgewände in Blaustein, Ladeneinbau. | Zweite Hälfte des 19. Jahrhunderts | 14. Mai 1985                         | 222             |
| Wohnhaus                                  | Wohnhaus                                  | Lövenich Hauptstraße 25 Karte             | Backsteinbau, zweigeschossig in sechs Achsen, Türgewände und Fensterbänke in Werkstein. | Zweite Hälfte des 19. Jahrhunderts | 14. Mai 1985                         | 223             |
| Wohnhaus                                  | Wohnhaus                                  | Lövenich Hauptstraße 27 Karte             | Zweigeschossig in sieben Achsen, rechts zweiachsiger Risalit mit Toreinfahrt, Backstein, Fensterbänke in Blaustein, Türgewände überputzt. | Ende des 19. Jahrhunderts          | 14. Mai 1985                         | 224             |
| Wohnhaus                                  | Wohnhaus                                  | Lövenich Hauptstraße 33/35 Karte          | Vierflügeliger Backsteinhof, Wohnhaus giebelständig, weiß geschlämmt, zweigeschossig in drei Achsen, Krüppelwalm, links Traufanbau zweigeschossig in sieben Achsen, Tür mit Blausteingewänden, Toreinfahrt. | Frühes 19. Jahrhundert             | 14. Mai 1985                         | 225             |
| Kapelle                                   | Kapelle                                   | Lövenich Hauptstraße 37 Karte             | Neugotische Backsteinkapelle. | Ende des 19. Jahrhunderts          | 14. Mai 1985                         | 234             |
| Wohnhaus                                  | Wohnhaus                                  | Lövenich Hauptstraße 43 Karte             | 4-flügeliger Backsteinhof, weiß geschlämmt, Wohnhaus 2-geschossig in 4 Achsen, Tür Blausteingewände; Nebengebäude und Wohnhaus Jahreszahl in Ankersplinten. | 1788                               | 20. Oktober 1982                     | 33              |
| Wohnhaus                                  | Wohnhaus                                  | Lövenich Hauptstraße 49 Karte             | Vierflügeliger Backsteinhof, Hauptbau zweigeschossig in fünf Achsen, Mittelachse erneuert, an der Fassade Jahreszahl in Ankersplinten, links Anbau zweigeschossig in vier Achsen, rechts Anbau mit Toreinfahrt. | 1858                               | 14. Mai 1985                         | 226             |
| Wohnhaus                                  | Wohnhaus                                  | Lövenich Hauptstraße 52 Karte             | Zweigeschossig in sieben Achsen, Backstein, Holzblockrahmen, links Toreinfahrt, alte Tür. | Mitte des 18. Jahrhunderts         | 14. Mai 1985                         | 227             |
| Evangelische Kirche, Im Hof und Pfarrhaus | Evangelische Kirche, Im Hof und Pfarrhaus | Lövenich Hauptstraße 87 Karte             | Kirche 1683; Gemeindehaus 1686; um einen rechteckigen Binnenhof gruppierte Baugruppe in Backstein, Kirche ein flachgedeckter Saalbau mit Dachreiter und Empore, das Pfarrhaus zweigeschossig in 6 Achsen, Walmdach; der kurze Schulflügel im 19. Jahrhundert erneuert. | 1683                               | 20. Oktober 1982                     | 4               |
| Wohnhaus                                  | Wohnhaus                                  | Lövenich Gut Nierhoven Karte              | 4-flügeliger Backsteinhof, Wohnhaus 2-geschossig in 5:3 Achsen, Türgewände und Fensterbänke in Blaustein, Krüppelwalmdach; hinter dem Hof Reste einer Motte | Mitte des 19. Jahrhunderts         | 20. Oktober 1982                     | 34              |
| Wohnhaus                                  | Wohnhaus                                  | Lövenich Hauptstraße 95 Karte             | 2-geschossiges Backsteinhaus (ehem. Hofanlage) in 5 Achsen mit seitlichem Fachwerkgiebel; Bj: 17. oder 18. Jahrhundert; Modernisierung mit Backsteinfassade Ende 19. Jahrhundert. Linksseitig stichbogige Toreinfahrt; Traufgesims als Sägezahnfries; Keller als altes Rundbogengewölbe. | 17. oder 18. Jahrhundert           | 23. Mai 1991                         | 104             |
| Wohnhaus                                  | Wohnhaus                                  | Lövenich Hauptstraße 80 Karte             | Backstein-Giebelhaus, geschlämmt, Traufanbau mit Toreinfahrt, an der Fassade die Jahreszahl in Ankersplinten. | 1743                               | 14. Mai 1985                         | 228             |
| Wohnhaus                                  | Wohnhaus                                  | Lövenich Hauptstraße 82/82a Karte         | Zweigeschossig in sieben Achsen, Backstein, Türgewände und Fensterbänke in Werkstein, rechts Toreinfahrt. | Mitte des 19. Jahrhunderts         | 14. Mai 1985                         | 229             |
| Wegekreuz                                 | Wegekreuz                                 | Lövenich Am Vogelsang / Hauptstraße Karte | Holz, nur Korpus alt, Kreuz in alten Formen erneuert. | 18. Jh.                            | 14. Mai 1985                         | 230             |
| Friedhof Anlage des 19. Jahrhunderts      | Friedhof Anlage des 19. Jahrhunderts      | Lövenich Friedhof in Lövenich Karte       | Friedhofskreuz 1838 aufgerichtet, einige ältere Grabsteine erhalten. | 19. Jh.                            | 14. Mai 1985                         | 232             |
| Kapelle                                   | Kapelle                                   | Lövenich Gasberg 46 Karte                 | Neugotische Backsteinkapelle. | Zweite Hälfte des 19. Jahrhunderts | 14. Mai 1985                         | 236             |
| Pumpe                                     | Pumpe                                     | Lövenich Gasberg 56 Karte                 | Gusseisen | um 1900                            | 14. Mai 1985                         | 237             |
| Wohnhaus                                  | Wohnhaus                                  | Lövenich Gasberg 3 Karte                  | Baujahr: 1862, 1880, zweite Hälfte des 19. Jahrhunderts. Vierflügelige Backsteinhofanlage, Wohnhaus zweigeschossig in fünf Achsen, Mittelrisalit, Krüppelwalm, Türgewände und Fensterbänke in Werkstein, Nebengebäude zum Teil in Fachwerk, niedriger als das Wohnhaus, über der Toreinfahrt Ankersplinte mit Jahreszahl 1880, an Nebengebäude neue Jahreszahl 1862. | 1862, 1880                         | 14. Mai 1985                         | 238             |
| Wohnhaus                                  | Wohnhaus                                  | Lövenich Kirchplatz 21 Karte              | Zweigeschossiges Backstein-Giebelhaus in drei Achsen, zwei Giebelgeschosse. | 19. Jh.                            | 14. Mai 1985                         | 241             |
| Tagelöhnerhaus                            | Tagelöhnerhaus                            | Lövenich Hauptstraße 91 Karte             | Zweigeschossiges zweiachsiges Tagelöhnerhaus, Erdgeschoss Fachwerk, Satteldach. |                                    | 27. März 1985                        | 307             |
| Wohnhäuser                                | Wohnhäuser                                | Lövenich Hauptstraße 75/77 Karte          | 1. Denkmalbeschreibung: 27. April 1988 Baujahr: 19. Jahrhundert, Aus Gründen der historischen Bedeutung für die Geschichte der Stadt Erkelenz und ihrer Bewohner besteht an der Erhaltung des o. a. Baudenkmals aus wissenschaftlichen, insbesondere bau- und ortsgeschichtlichen Gründen ein öffentliches Interesse. Beide Häuser datiert aus dem 19. Jahrhundert. Das Haus Hauptstraße 75 wurde bis vor kurzem als Ladengeschäft bzw. als Wohngeschäftshaus genutzt. Es handelt sich um ein vierachsiges, 2-geschossiges Backsteingebäude mit Zahnfries unter der Traufe. Das Haus Nr. 77 zwischen den heute bestehenden Häusern Nr. 75 und Nr. 79 wurde mit der Aufgabe des vermutlich dazwischen liegenden Stichweges errichtet. Es handelt sich um ein dreiachsiges, zweigeschossiges Backsteinhaus, das in Anlehnung an das Haus Nr. 75 ausgeführt wurde. Für die These, dass es sich bei dem Grundstück von Nr. 77 um den ursprünglich nach hinten führenden Weg handelt, spricht, das sich hinter dem Haus Nr. 75 die alte Nachbarschaftspumpe befindet, Diese in sehr schöner ornamentig gefertigte gusseiserne Pumpe ist erhalten geblieben und steht heute noch an ihrem alten Standpunkt. Tag der Eintragung: 27. April 1988 2. Denkmalbeschreibung: 16.012007 Aus Gründen der historischen Bedeutung für die Geschichte der Stadt Erkelenz und ihrer Bewohner besteht an der Erhaltung des o. a. Baudenkmals aus wissenschaftlichen, insbesondere bau- und ortsgeschichtlichen Gründen ein öffentliches Interesse. Für Haus Nr. 75 bleibt die Unterschutzstellung vom 27. April 1988 bestehen. Für Haus Nr. 77: - straßenseitige Backsteinfassade, dreiachsig, zweigeschossig mit Zahnfries unter Traufe, Gewölbekeller | 19. Jh.                            | 1) 27. April 1988 2) 16. Januar 2007 | 320             |